# Donadío (Jaén)
Donadío es una localidad y pedanía española perteneciente al municipio de Úbeda, en la provincia de Jaén. El poblado se sitúa al pie del arroyo del Val, a 10 km de la ciudad de Úbeda.
Creado en la década de los 1950 para aprovechar la gran fertilidad de sus tierras por el Instituto Nacional de Colonización, como tantos otros dentro de los planes que se hicieron para la puesta en valor de las tierras del Guadalquivir. La política de colonización recibió un fuerte impulso tras la entrada en vigor del conocido popularmente como Plan Jaén, un plan coordinado de obras, colonización, industrialización y electriﬁcación de la provincia, aprobado mediante Ley el 17 de julio de 1953.
Comenzó a poblarse a partir de marzo de 1957. Inaugurado en mayo de 1961 personalmente por Franco, contaba con 88 viviendas con sus respectivas parcelas para subsistencia de los colonos; actualmente tiene una población en torno a 230 habitantes, aunque en su fundación llegó a tener más de 400. Está situado en la vega del Guadalquivir, entre los embalses de Pedro Marín y Doña Aldonza, y al pie de la Finca del Chantre, una de las más grandes y ricas de la provincia de Jaén
La trasformación en regadío y la instalación de colonos en las grandes zonas regables distribuidas por el 
espacio provincial se planteó con el objetivo primordial de transformar radicalmente una 
agricultura con claros síntomas de atraso. Sin embargo, el modo dominante de distribución 
de la tierra en forma de lotes diminutos, impidió cumplir aquel objetivo.
Actualmente la actividad agrícola en sus vegas y contornos es potente, habiéndose colectivizado y repartido la antigua finca El Chantre entre diversos parcelistas en el marco de una reforma agraria, aunque sin mucho éxito. Igualmente El Donadío es la entrada al embalse de Pedro Marín, principio de la ruta por el Guadalquivir y por el ecologiamente valioso Paraje Natural Alto Guadalquivir.
Se descartó la ejecución del Polígono Agroindustrial del Chantre, con 46 naves, promovido por la administración autonómica para emplear los productos de la vega.

## Cortijo del Donadío
Se trata de un antiguo caserón rural probablemente ya construido en el siglo XVII, y que posteriormente encabezó un enorme señorío en manos del Marqués del Donadío, cuando se pusieron a trabajar las tierras de dehesas al sur de Úbeda, y la vega del Guadalquivir. 
Durante el siglo XIX, pasó a ser la Finca del Chantre.
Durante la guerra civil, fue ocupado como Cuartel militar, junto al que se levantó una base de aviación, el aeródromo del Donadio, actualmente bajo el parque y paseo.

## Plaza e iglesia de la Asunción
Se trata de una recoleta plaza con un enchinado geométrico enmarcado por arcos enjabelgados de blanco y portalillos de aire regionalista, modelo para muchos otros poblados de colonización, inspirándose en una mezcolanza de los pueblos, en donde destaca la centrada fuente castellana de piedra del lugar.
El elemento central es la Iglesia de la Asunción, con su torre de 30 metros construida en bóveda hueca delante de la nave, formando un atrio sobre los portalillos, a modo de exonartex.
El altar fue pintado en los años 1960 por el prestigioso escultor Francisco Carulla.
- Datos: Q5821766